# Greatest Hits (албум на „Тейк Дат“)
Greatest Hits е първият сборен албум на британската поп група Take That от 1996 година. 
След напускането на Роби Уилямс групата започва турнета в четиричленен състав до разпадането ѝ на 13 февруари 1996 г. С издаването на албума, включващ най-големите хитове, излиза и последният сингъл кавър на хита на „Би Джийс“ – How Deep Is Your Love, който става последният им хит номер едно във Великобритания преди повторното им събиране през 2005 г.

## Списък на песните

### Оригинален траклист
1. How Deep Is Your Love – 3:41
2. Never Forget (сингъл mix) – 6:24
3. Back for Good – 4:01
4. Sure – 3:42
5. Love Ain't Here Anymore – 3:49
6. Everything Changes (радио редактиран) – 3:33
7. Babe (завръщащ remix) – 4:55
8. Relight My Fire (с Лулу) – 4:06
9. Pray – 3:43
10. Why Can't I Wake Up with You – 3:37
11. Could It Be Magic (радио Rapino mix) – 3:30
12. A Million Love Songs – 3:52
13. I Found Heaven – 4:01
14. It Only Takes a Minute – 3:46
15. Once You've Tasted Love – 3:43
16. Promises – 3:36
17. Do What U Like – 3:07
18. Love Ain't Here Anymore (северноамериканска версия) – 4:07

### Японско издание
1. Sunday to Saturday – 5:03

### The Video Collection
1. How Deep Is Your Love – 3:41
2. Never Forget – 6:24
3. Back for Good – 4:01
4. Sure – 4:30
5. Love Ain't Here Anymore – 3:49
6. Everything Changes – 3:33
7. Babe – 4:55
8. Relight My Fire (с Лулу) – 4:06
9. Pray – 3:43
10. Why Can't I Wake Up with You – 3:37
11. Could It Be Magic – 4:28
12. A Million Love Songs – 3:52
13. I Found Heaven – 4:01
14. It Only Takes a Minute – 3:46
15. Once You've Tasted Love – 3:43
16. Promises – 3:36
17. Do What U Like – 3:07
18. Love Ain't Here Anymore (северноамериканска версия, финални надписи) – 4:07